# Castillo de Melbourne
El castillo de Melbourne era una edificación medieval situada en Melbourne, Derbyshire. Fue erigido sobre una antigua casa solariega de la familia real, donde los nombres cazaban en tiempos de Juan I. El castillo fue construido entre 1311 y 1322 por orden de Tomás, II conde de Lancaster, cuya ejecución impidió que se finalizara.
Durante el siglo XIV, permaneció en posesión de la Casa de Lancaster. Fue reformado en diversas ocasiones, especialmente en tiempos de Juan de Gante, gracias a lo cual permaneció en buenas condiciones durante todo el siglo XV y principios del XVI. Juan I, duque de Borbón, fue apresado en Melbourn tras su captura en la batalla de Agincourt en 1415. Volvió a ser considerado como posible prisión para María I de Escocia, aunque los acontecimientos llevaron a su encarcelamiento en otro lugar.
Durante la época isabelina, el castillo entró en decadencia. Aunque la mampostería era sólida, sufría otros daños estructurales a causa del abandono. El castillo fue comprado en  1604 por Henry Hastings, V conde de Huntingdon. Este tenía otro castillo en Ashby-de-la-Zouch, por lo que no tenía interés en habitarlo. En su lugar, lo demolió y lo utilizó  como fuente de materiales de construcción. A día de hoy, todo lo que queda del castillo es un muro de quince metros de ancho y cuatro de alto.

## Pasado
Melbourne es una ciudad en el sur de Derbyshire cerca del río Trent, que puede haberse originado como edificios asociados con la mansión real al sur del asentamiento cercano en Kings Newton. El Castillo de Melbourne fue construido en el sitio de una antigua casa señorial de fecha desconocida; hay una vieja tradición de que el señorío se estableció originalmente en el año 900, durante el reinado de Alfredo el Grande, pero no hay evidencia de esto. Como se registra en el Libro de Domesday, la casa solariega de Melbourne y sus tierras eran propiedad del rey Eduardo el Confesor antes de la conquista normanda. La propiedad luego pasó a manos de Guillermo I de Inglaterra. Después de crear la Diócesis de Carlisle en 1133, Enrique I entregó la casa de por vida a Æthelwold, el primer obispo. Algún tiempo después, la diócesis construyó un palacio cercano en el sitio de lo que hoy es Melbourne Hall. Cuando el obispo Æthelwold murió en alrededor de 1156, la casa solariega volvió a la corona.
 Probablemente, el Rey Juan creó un parque de caza real cerca de Melbourne alrededor de 1200, y se sabe que el Rey se hospedó en la casa solariega por lo menos en cinco ocasiones. Juan le dio el señorío y sus tierras a Hugh Beauchamp, aunque parece que pronto regresaron a la corona, siendo donado por Enrique III al obispo Walter Mauclerk de Carlisle alrededor de 1230. La finca regresó a la corona por la muerte del obispo en 1248, y Henry le concedió la tierra a su hijo, Edmund Crouchback, primer conde de Lancaster, en 1265. En una fecha posterior, el señorío parece haber sido otorgado a un Philip Marc, antes de pasar a Thomas, segundo conde de Lancaster, el hijo del rey . Esto fue en 1298 cuando alcanzó la mayoría de edad, ya que su padre había muerto dos años antes. Las primeras referencias a la casa en sí son raras, pero hay registros de reparaciones a las canaletas en 1246 y al techo de la Cámara del Rey en 1248.

## Descripción

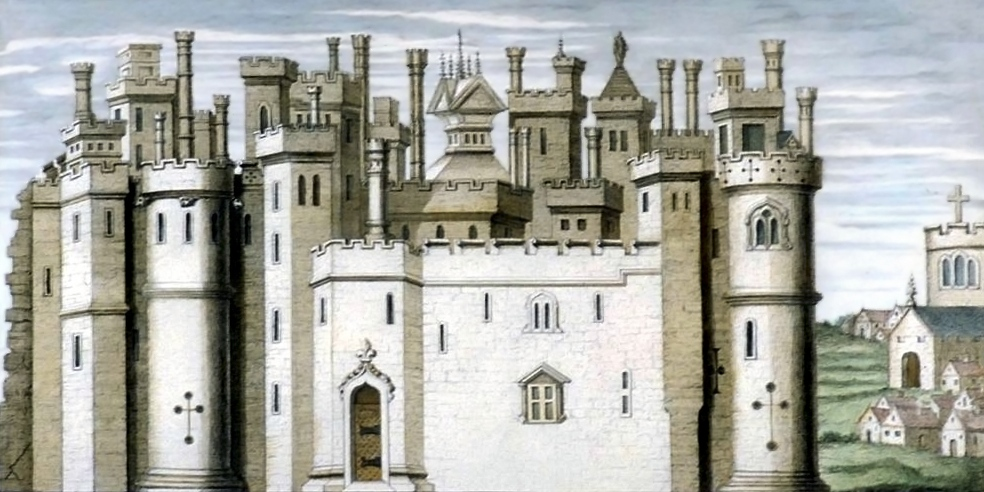
1733 impresión de un dibujo de alrededor 1580

El castillo fue construido al este de la ciudad del siglo XIV en una ubicación ligeramente elevada. El área encerrada dentro de las paredes exteriores del castillo era de aproximadamente 2.8 hectáreas (7 acres), pero con dependencias, otras construcciones auxiliares y huertos, el área total se ha estimado en al menos 8 hectáreas (20 acres). Las paredes fueron construidas con escombros con revestimiento de sillería, e incluso sin sus anteriores revestimientos pulidos, las paredes tienen aproximadamente 3 m (10 pies) de espesor.
Todo lo que se sabe de la apariencia del castillo proviene de dibujos contemporáneos. Aunque estos pueden parecer extravagantes para los ojos modernos, existen sitios mejor conservados que comparten algunas características. Los castillos de Tutbury y Pontefract tienen portales y capillas similares, y el muro de Tutbury y el muro de Pontefract también tienen un estilo similar al de las ilustraciones. Sandal Castle tiene una torre multiangular como las que se muestran, y esta característica está confirmada en Melbourne por las fundaciones que aún se conservan. 
Se registran una panadería, una cocina y una capilla, así como la sala, la gran cámara y el puente levadizo, pero se desconocen los detalles del diseño interno del castillo. 

## Historia

### Primeros años

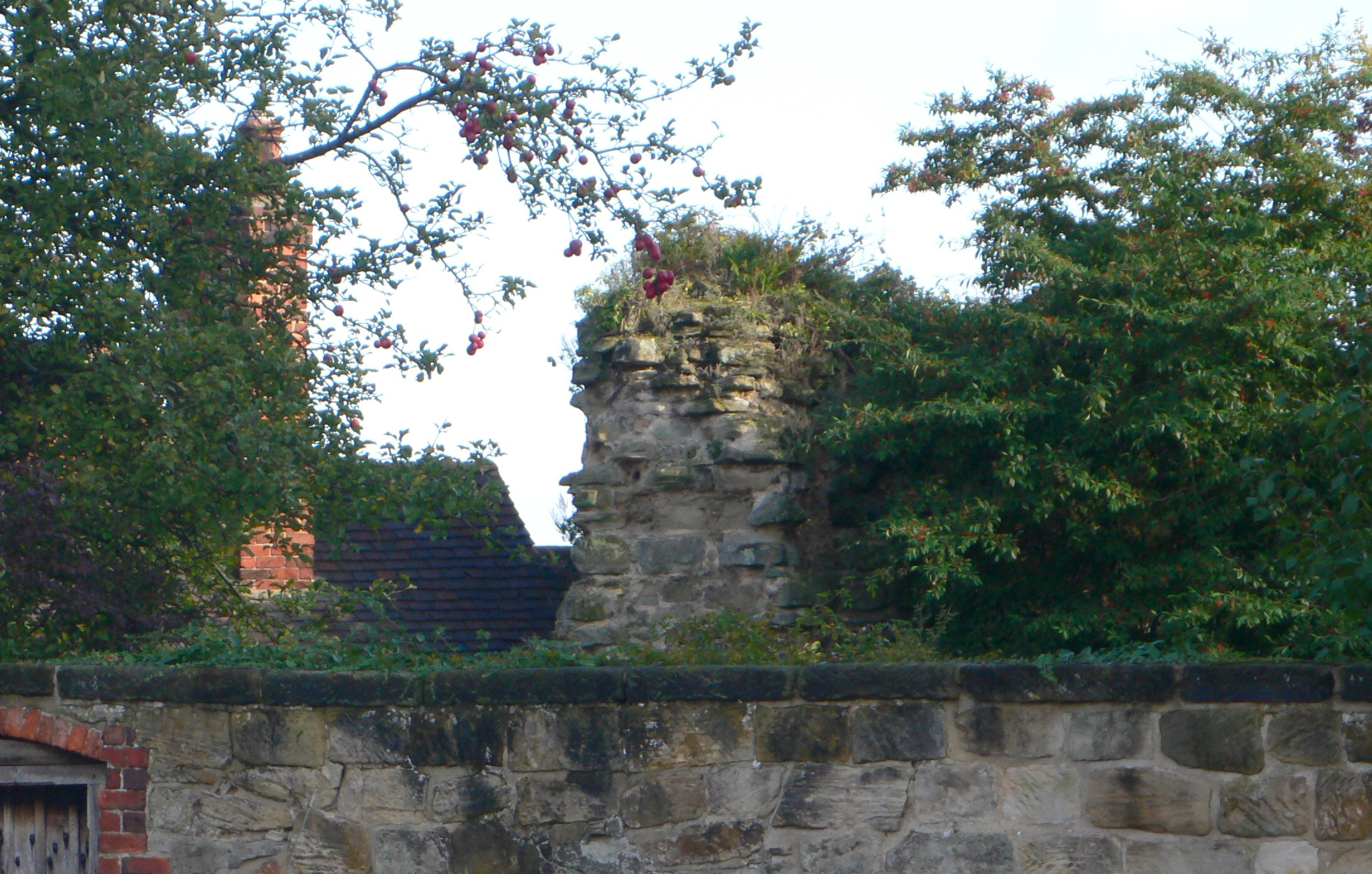
Vista final de la sección de muro superviviente

Earl Thomas le concedió la casa solariega a su administrador, Robert de Holland, en febrero de 1308. En 1311, Robert obtuvo una licencia para almenar de Eduardo II con el fin de fortificar la casa solariega, y el edificio más modesto anterior se convirtió en un castillo entre 1311 y 1322. La tradición local dice que la piedra se obtuvo de una cantera en el sitio de lo que ahora es Melbourne Pool. Los registros muestran que se gastaron £ 1,313 en el proyecto en el año 1313-14, de los cuales £ 548 se pagaron a los albañiles por el aliño de piedra. Varios albañiles que trabajan en el proyecto participaron en una refriega en Ravenstone en 1315. Los importantes edificios medievales de Melbourne se construyeron a partir del lecho rocoso local, Millstone Grit. Esta es una piedra arenisca de grano grueso que puede ser trabajada para producir sillar de buena calidad. El pueblo se centró alrededor de la iglesia, el castillo y High Street hasta finales del siglo XVIII.
Earl Thomas, junto con otros barones, capturó al favorito del rey Eduardo, Piers Gaveston, y lo mató en 1312. Sin embargo, el rey se quedó en Melbourne en 1314. Durante un tiempo, después de la derrota de Edward en Bannockburn, el conde, un amigo de los escoceses, controlaba la mayor parte de Inglaterra, pero en 1321 Eduardo había levantado un ejército y había expulsado a Thomas de las Midlands. Los castillos de Lancaster en Melbourne y Tutbury fueron abandonados y saqueados por la población local. Earl Thomas fue finalmente derrotado en la batalla de Boroughbridge en 1322. Fue ejecutado rápidamente, y Robert de Holland fue decapitado en 1328. El rey envió una guarnición a Melbourne y nombró a un administrador, Ralph Basset, para reemplazar al titular, John de Hardehammadull . En marzo, los que se habían robado del castillo fueron arrestados, y en abril Edward retiró sus tropas. Nombró a Robert Tocher y Roger de Beler en 1323 para ayudar a administrar sus posesiones en Melbourne utilizando dinero obtenido de las confiscaciones de propiedades rebeldes en Staffordshire. Edward se quedó en Melbourne nuevamente en 1325, y mientras estuvo allí, emitió el derecho de cobrar peajes a los hombres de la cercana Swarkestone para reparar el puente sobre el Trento.

### Mejoras de Lancaster

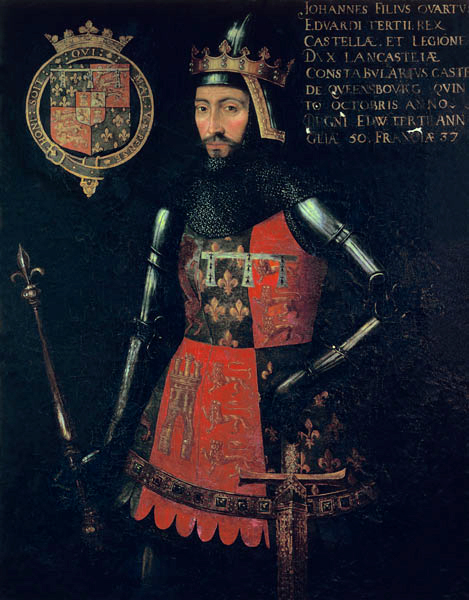
John de Gaunt hizo mejoras significativas al castillo a finales del siglo XIV.

El castillo, todavía sin terminar en el momento de la ejecución de Thomas, junto con sus tierras, permaneció como propiedad de la corona hasta que fue otorgado a Henry, 3er conde de Lancaster, hermano de Earl Thomas, en 1327. A su vez pasó al hijo de Henry, el cuarto conde, que se convirtió en el primer duque de Lancaster. En el momento de la muerte del duque en 1361, su agente fue Ingram Fauconer, que recibió un estipendio vitalicio anual de £ 10, y otras £ 5 para su esposa. La heredera de Henry era Blanche, esposa de John de Gaunt. El duque John confirmó la pensión de Fauconer cuando tomó posesión de las tierras de Lancaster. Catalina, la hija de tres años de Juan, hija de su segunda esposa Constance of Castile, recibió su propia habitación y un asistente castellano en el castillo en 1375.
Peter Melbourne se hizo guardián de la finca de Melbourne en 1377 con un ingreso anual de £ 10. La última concesión estaba condicionada a que no se inmiscuyera en las oficinas del alguacil y guardián de los parques, que habían pasado a su hijo, también llamado Peter. El joven Peter Melbourne participó en la educación del futuro Enrique IV durante el reinado de Ricardo II. De nuevo fue nombrado alguacil y administrador de la casa solariega de Derbyshire en marzo de 1399, aunque renunció a su cargo en abril a cambio de una anualidad del rey Ricardo, que había confiscado las fincas de Lancaster cuando John de Gaunt murió a principios de ese año. Tras la toma del trono de Henry, Peter fue confirmado como agente de policía, y en octubre de 1399 su anualidad se incrementó de £ 10 a 100 marcos; en el año siguiente le otorgaron tierras en Derbyshire confiscadas a Thomas Merke, obispo de Carlisle, colíder del complot contra el Rey.
El ducado de Lancaster continuó mejorando y expandiendo la propiedad durante los siglos XIV y XV. John de Gaunt tenía ventanas vidriadas en el Salón Comunal y la Gran Cámara en 1392/3, junto con otras obras. Reparó un puente levadizo en 1393/4 y realizó mejoras en la plomería en 1399/1400, utilizando el plomo adquirido como multa dos años antes.
Durante 19 años, el castillo sirvió como prisión para Juan I, Duque de Borbón después de que fue tomado en la Batalla de Agincourt en 1415. Su custodio era un Nicholas Montgomery el Joven. El historiador local del siglo XIX John Joseph Briggs afirmó que durante la Guerra de las Rosas, el castillo fue parcialmente desmantelado por las fuerzas de Lancaster de Margarita de Anjou, pero dado que su campaña fue a lo largo de la Great North Road, fue Melbourn, Cambridgeshire. ella fue despedida, no su homónimo de Derbyshire.
En 1545, el anticuario John Leland informó a Enrique VIII que la propiedad estaba lo suficientemente bien como para que se la describiera como "buena y muy buena reparación" tal vez después de reparaciones en el reinado de Eduardo IV, cuando Sir Ralph Shirley, comandante de Agincourt, fue gobernador del castillo.

### Decaimiento

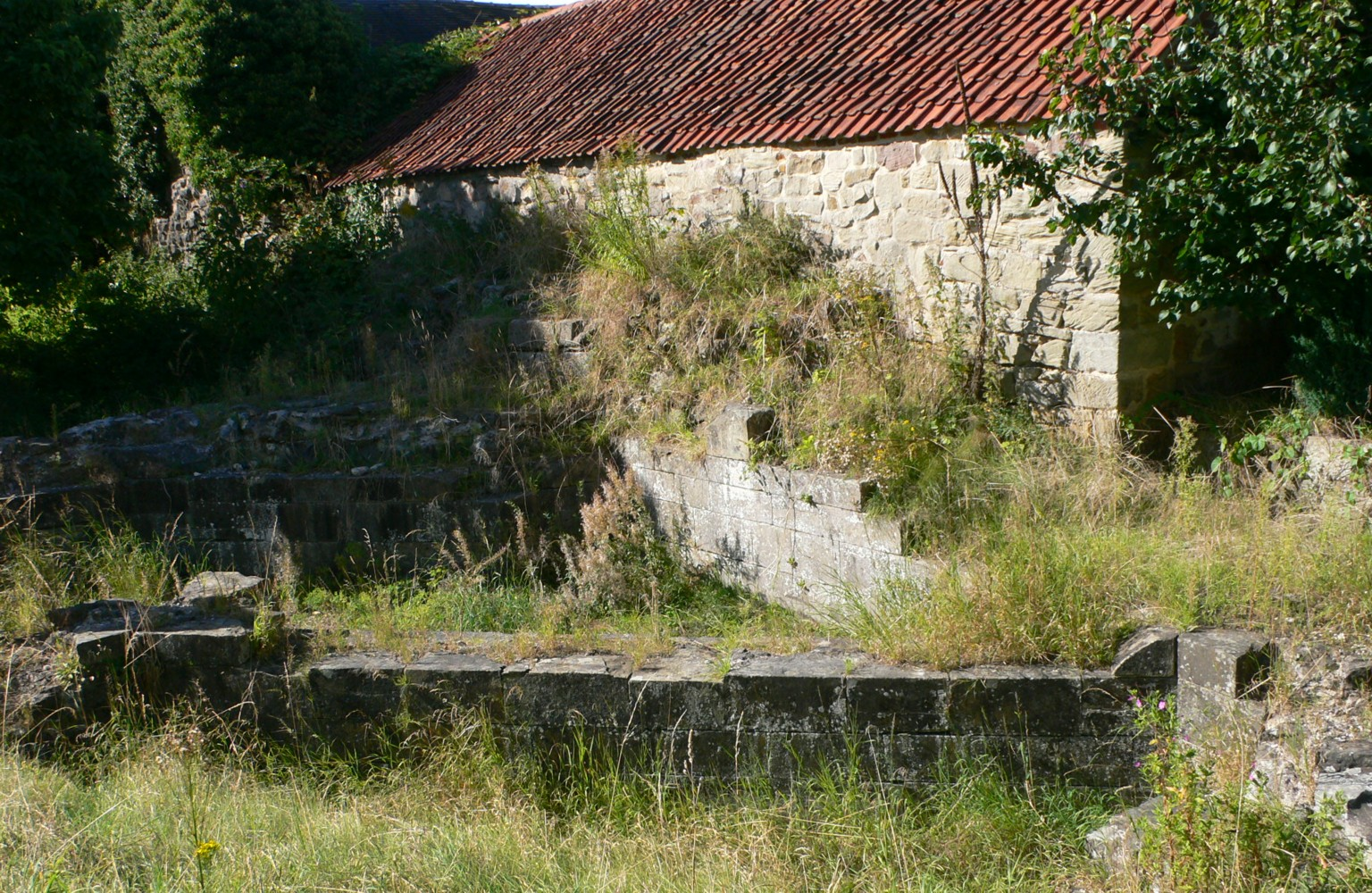
Los cimientos de la torre (primer plano)

Cuando Isabel I se convirtió en reina, ordenó una inspección de sus castillos. Un informe de 1562 le decía que solo valía la pena conservar diez castillos en el norte de su reino; Melbourne no era uno de estos. Una nueva inspección en 1576 informó que, aunque la mampostería estaba en buen estado, aparte de una chimenea y ventana, las vigas se habían extinguido, el techo estaba lleno de agujeros, una cocina estaba al borde del colapso y otra necesitaba reemplazar el piso. Ese mismo año, George Talbot, VI conde de Shrewsbury, le escribió a la reina para asegurarle que el castillo estaba en buenas condiciones, por valor de £ 1,000, y podría ser reparado por £ 100. Como era responsable de mantener a la encarcelada Mary, Queen of Scots y sus 140 criados, esperaba que se mudara a Melbourne. En 1583, el castillo fue inspeccionado de nuevo para ver si era adecuado albergar a la reina cautiva. Aunque las habitaciones eran suficientes en cantidad y calidad, el edificio sin terminar se consideró "imperfecto en cada esquina". Las habitaciones grandes necesitarían subdividirse, los pisos eran de tierra y yeso, y no había un patio pavimentado. En 1584, la Reina Isabel finalmente decidió trasladar a Mary a Melbourne, solo para que el plan fuera abandonado siguiendo el Plan Babington para asesinar a la reina inglesa y colocar a su primo escocés en el trono.
En 1597, el castillo estaba siendo utilizado como un establo de ganado, aunque una inspección en 1602 aseguró a Elizabeth que era un "castillo viejo, que Su Majestad guarda en sus propias manos". El honorario anual del alguacil de £ 10 era el mismo que el pagado a Ingram Fauconer 140 años antes.
El castillo y las tierras fueron compradas por £ 4,700 en 1604, por Henry Hastings, 5to conde de Huntingdon, cuyo asiento familiar en el castillo de Ashby de la Zouch estaba a sólo 11 km (7 millas) de distancia. El Castillo de Melbourne fue destruido entre 1610 y 1637 para que sus materiales pudieran ser utilizados en otras construcciones. Para 1629, es probable que toda la piedra labrada sobre el nivel del suelo haya sido eliminada; Sir John Coke de Melbourne Hall obtuvo permiso del Obispo de Carlisle en ese año para extraer piedra de los cimientos del castillo. Algunas de las piedras de revestimiento se usaron para reparar el vertedero de King's Mill, visto por algunos en su momento para cumplir las palabras de un profeta local que "las aguas del Trent deberían desbordar las torres del castillo de Melbourne". La propiedad de Hastings fue gradualmente vendida, y el sitio del castillo fue vendido por Earl Moira en 1811.

## Ruinas y arqueología

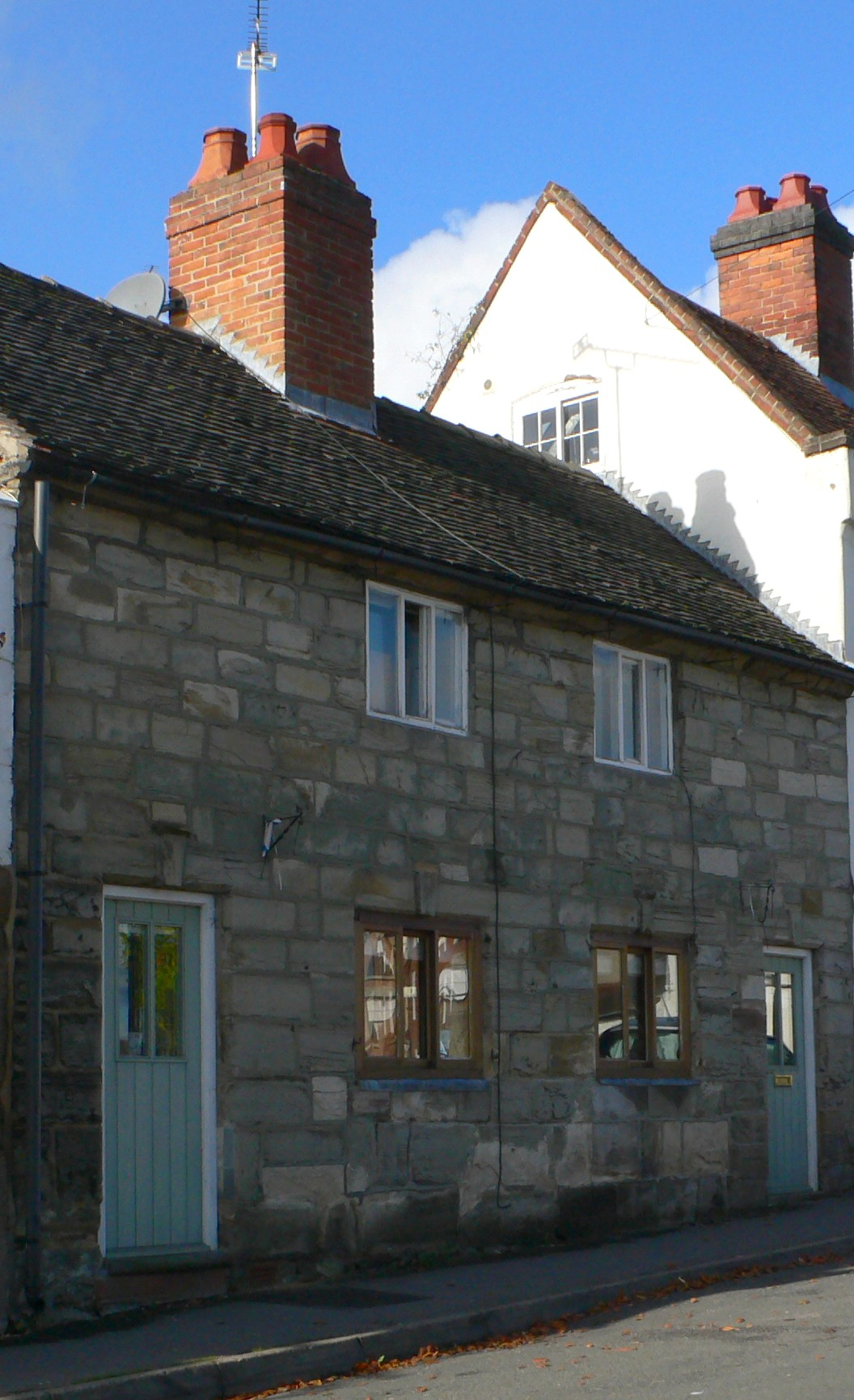
43 y 45 de Castle Street con la fachada de piedra sacada del castillo.

Una sección de la pared de escombros de aproximadamente 15 m (50 pies) de largo y 4 m (13 pies) de altura permanece incorporada en una dependencia de la granja adyacente en su lado norte. Las ruinas y la masía posterior están juntas en el grado II y los restos del castillo están designados como monumento programado. El área al sur de la pared ha sido excavada para revelar las bases de sillar de dos torres poligonales. El sitio está en el lado este de Castle Street en un jardín privado al que no hay acceso público.
Algunos de la piedra tomada del castillo solió construye el mid-grado de 18.º siglos II-listó edificios en 43 y 45 Calle de Castillo,[7] y otros edificios sabidos para tener utilizado la piedra, pero ya no extant, incluye las casas viejas derribaron para construir el Molino de Castillo fábrica textil. El molino, ahora derribado, estuvo dicho a ha sido construido encima fundaciones de castillo hasta 4 m (12 ft) gruesos; 15 Calle de Castillo también restos en la pared de fundación vieja.  Probablemente puede que el anterior Melbourne Furnace y el Furnace Granja barn también utilizó material de castillo reciclado.[7]
Una excavación de principios del siglo XIX encontró departamentos subterráneos "de considerable extensión y mano de obra superior", y las excavaciones en la última parte del mismo siglo encontraron cimientos considerables en los jardines de Castle Farm. La urbanización Castle Mills contiene un pozo ahora cubierto de 2 m (6 pies) de ancho y 15 m (50 pies) de profundidad, y el trabajo en 1961 descubrió multitud de cimientos de 5 m (16 pies) al este del antiguo molino y en la misma alineación como el muro existente. Las excavaciones en 1969-1971 encontraron una extensa red de paredes enfrentadas con sillar, un poste de la puerta, la base de una escalera de caracol y la evidencia de un patio exterior. Muchas piedras tenían marcas de albañil. Durante las obras de construcción en 1988, se encontró mampostería que incluía los centros de escombros de dos grandes paredes este-oeste en zanjas de prueba. Aparte de la zona de las bases de la torre junto a la pared de pie, ninguna de la arqueología ahora es visible. 

## Textos citados
- Negro, Jeremy M. (2006). Una Historia Militar de Gran Bretaña: De 1775 al Presente. Santa Bárbara (California): Praeger. A Military History of Britain: From 1775 to the Present. Santa Barbara, California: Praeger. 2006. ISBN 978-0-275-99039-8.
- Briggs, John Joseph (1852). La Historia de Melbourne, en el Condado de Derby: Incluyendo Avisos Biográficos del Coque, Melbourne, y Hardinge Familias (2.º ed.). Derby: Bemrose & Hijo.
- Curry, Anne (2013). "Las Finanzas de 'el Young Señor Henry'".  En Dodd, Gwilym. Henry V: Interpretaciones Nuevas. York: York Prensa Medieval. pp. Dodd, Gwilym, ed. (2013). «The Finances of 'the Young Lord Henry'». Henry V: New Interpretations. York: York Medieval Press. pp. 11-34. ISBN 978-1-903153-46-8. |editor= y |apellido-editor= redundantes (ayuda)
- Emery, Anthony (1996). Casas Medievales más grandes de Inglaterra y Gales, 1300@–1500: Del este Anglia, Gales e Inglaterra Centrales. Cambridge: Cambridge Prensa universitaria. Greater Medieval Houses of England and Wales, 1300–1500: East Anglia, Central England and Wales. Cambridge: Cambridge University Press. 1996. ISBN 978-0-521-58131-8.
- Fane, W. Dashwood (1895). "La Fecha de la Iglesia Parroquial de Melbourne, Derbyshire". «The Date of the Parish Church of Melbourne, Derbyshire». Journal of the Derbyshire Archaeological and Natural History Society (Derby: Derbyshire Archaeological Society) XVII: 82-94. 1895. Derby: Derbyshire Sociedad arqueológica. : 82@–94.
- Firth, John Benjamin (1905). Highways and Byways in Derbyshire. Illustrated by Erichsen, Nelly. London: Macmillan and Co. 1905. Ilustrado por Erichsen, Nelly. Londres: Macmillan y Co.
- Greenway, Diana E., ed. (1971). "Obispos de Carlisle". Greenway, Diana E., ed. (1971). «Bishops of Carlisle». Fasti Ecclesiae Anglicanae 1066–1300. Volume 2: Monastic Cathedrals (Northern and Southern Provinces). London: Institute of Historical Research. pp. 19-21. |editor= y |apellido-editor= redundantes (ayuda);     Volumen 2: Monastic Catedrales (Provincias Del norte y Del sur). Londres: Instituto de Búsqueda Histórica. pp.  Recuperado    @–
- Heath, Philip (2005). Melbourne: Historias de Área de la conservación, Distrito de Del sur Derbyshire (Melbourne: Conservation Area Histories, District of South Derbyshire. Swadlincote, Derbyshire: South Derbyshire District Council. 2005. Archivado desde el original el 14 de octubre de 2013.). Swadlincote, Derbyshire: Del sur Derbyshire Consejo de Distrito. Archived Del original (PDF)
- Lysons, Daniel; Lysons, Samuel (1817). Magna Britannia: Being a Concise Topographical Account of the Several Counties of Great Britain. Volume 5: Derbyshire. London: Cadell., Daniel; Lysons, Samuel (1817). Magna Britannia: Siendo una Cuenta Topográfica Concisa de los Varios Condados de Gran Bretaña. Volumen 5: Derbyshire. Londres: Cadell.
- MMel Morris Conservation (2011). Melbourne Conservation Area Character Statement. Swadlincote, Derbyshire: South Derbyshire District Council. Archivado desde el original el 21 de octubre de 2013. Morris Conservación (2011).  (). Swadlincote, Derbyshire: Del sur Derbyshire Consejo de Distrito. Archived Del original (PDF)
- Libras, Norman J. G. (1993). El Castillo Medieval en Inglaterra y Gales: Una Historia Política y Social. Cambridge: Cambridge Prensa universitaria. The Medieval Castle in England and Wales: A Political and Social History. Cambridge: Cambridge University Press. 1993. ISBN 978-0-521-45828-3.
- Rickard, John (2002). La Comunidad de Castillo: El Personal de Castillos ingleses y galeses, 1272@–1422. Woodbridge, Suffolk: Boydell Prensa. The Castle Community: The Personnel of English and Welsh Castles, 1272–1422. Woodbridge, Suffolk: Boydell Press. 2002. ISBN 978-0-85115-913-3.
- Stroud, Gill (2002). Derbyshire Encuesta Urbana extensa Informe de Valoración Arqueológica: Melbourne. Matlock, Derbyshire: Derbyshire Servicio de Dato de la Arqueología.
- Thompson, Michael W. (2008). The Decline of the Castle. Cambridge: Cambridge University Press. 2008. ISBN 978-0-521-08397-3. Cambridge: Cambridge Prensa universitaria.
- Usher, Howard (1991). "«Melbourne Castle». Derbyshire Miscellany (Stafford: Derbyshire Archaeological Society) 12 (5): 126-132. 1991. ISSN 0417-0687." (PDF).  Stafford: Derbyshire Sociedad arqueológica.  (5): 126@–132.
- Weir, Alison (2008). Weir, Alison (2008). Katherine Swynford. London: Vintage. ISBN 978-0-7126-4197-5. Londres: Vendimia.

- Datos: Q6811731
- Multimedia: Melbourne Castle / Q6811731